# Distrito electoral federal 1 de San Luis Potosí
El I Distrito Electoral Federal de San Luis Potosí es uno de los 300 Distritos Electorales en los que se encuentra dividido el territorio de México para la elección de diputados federales y uno de los 15 distritos en los que se divide el estado de San Luis Potosí. Su cabecera es la ciudad de Matehuala.
El territorio del I Distrito se localiza en la zona norte y oeste del estado de San Luis Potosí, en el denominado Altiplano Potosino, lo integran los municipios de Ahualulco, Catorce, Cedral, Charcas, Matehuala, Mexquitic de Carmona, Moctezuma, Salinas, Santo Domingo, Vanegas, Venado, Villa de Guadalupe, Villa de la Paz y Villa de Ramos.

## Distritaciones anteriores

### Distritación 1996 - 2005
Entre 1996 y 2005 el territorio del Distrito I se localizaba en la misma zona y lo formaban los mismos municipios, con la excepción de Ahualulco y Mexquitic de Carmona, y la inclusión del de Guadalcázar.

## Diputados por el distrito
- X Legislatura
  - (1880 - 1882): Vicente Riva Palacio
- XI Legislatura
  - (1882 - 1884): Ramón G. Guzmán
- XII Legislatura
  - (1884 - 1886): Francisco Bermúdez
- XIII Legislatura
  - (1886 - 1888): Francisco Bermúdez
- XIV Legislatura
  - (1888 - 1890): Justino Fernández
- XV Legislatura
  - (1890 - 1892): Justino Fernández
- XVI Legislatura
  - (1892 - 1894): Justino Fernández
- XVII Legislatura
  - (1894 - 1896): Justino Fernández

...
- XLIV Legislatura
  - (1958 - 1959): Francisco Martínez de la Vega (PRI)
  - (1959 - 1961): Horacio Medellín Galván
- L Legislatura
  - (1976 - 1979): Roberto Leyva Torres (PRI)
- LI Legislatura
  - (1979 - 1982): Antonio Rocha Cordero (PRI)
- LII Legislatura
  - (1982 - 1985): Víctor Alfonso Maldonado Moreleón
- LIII Legislatura
  - (1985 - 1988):  Teófilo Torres Corzo
- LIV Legislatura
  - (1988 - 1991): Mario Leal Campos
  - (1991): Alejandro Zapata Perogordo
- LV Legislatura
  - (1991 - 1994): Alfredo Lujambio Rafois (PAN)
- LVI Legislatura
  - (1994 - 1997): Jesús Eduardo Noyola Bernal (PRI)
- LVII Legislatura
  - (1997 - 2000): Juana González Ortiz (PRI)
- LVIII Legislatura
  - (2000 - 2003): Juan Manuel Carreras (PRI)
- LIX Legislatura
  - (2003 - 2006): Alfonso Nava Díaz (PRI)
- LX Legislatura
  - (2006 - 2009): Antonio Medellín Varela (PAN)
- LXI Legislatura
  - (2009 - 2012): Sonia Mendoza Díaz
- LXII Legislatura
  - (2012 - 2014): José Everardo Nava Gómez
  - (2014 - 2015): Eduardo López Cruz
- LXIII Legislatura
  - (2015 - 2018): Ruth Noemí Tizcareño Agoitia
- LXIV Legislatura
  - (2018 - 2021): Sara Rocha Medina
- LXV Legislatura
  - (2021 - 2024): Alejandro Segovia Hernández
  - (2024): Aremy Velasco Bautista
- LXVI Legislatura
  - (2024 - 2027): Aremy Velasco Bautista

## Elecciones de 2009
|  | Partido Acción Nacional                        |  | Sonia Mendoza Díaz         |
|  | Partido Revolucionario Institucional           |  | Alfonso Nava Díaz          |
|  | Partido de la Revolución Democrática           |  | Rubén García Guzmán        |
|  | Coalición Salvemos a México (PT, Convergencia) |  | Modesto Loredo Torres      |
|  | Partido Verde Ecologista de México             |  | Evangelina Carrillo Eligio |
|  | Partido Nueva Alianza                          |  | Eustacio Córdova Juárez    |
|  | Partido Socialdemócrata                        |  | Sofía Aguilar Nava         |
|  | Partido Conciencia Popular                     |  | Sin Candidato              |